# Mélèze du Japon
Larix kaempferi
Espèce
Classification phylogénétique
Statut de conservation UICN

 LC  : Préoccupation mineure
Le Mélèze du Japon (Larix kaempferi) est une espèce d'arbres résineux du genre Larix et de la famille des Pinaceae.
Originaire du Japon, ce Mélèze vient plus particulièrement de l'île de Honshū où il pousse à des altitudes de 1 300 à 2 900 mètres. L'arbre fut introduit en Europe en 1861 et on le cultive plutôt dans les régions littorales. Dans ses premières années, il pousse plus vite que le Mélèze d'Europe. En France, il se trouve à 1 860 mètres d'altitude, plus particulièrement dans les zones de climat océanique ou dans les parcs d'ornement. Par croisement avec le Mélèze d'Europe, on obtient l'hybride Larix ×marschlinsii Coaz,.
Le Mélèze du Japon se distingue de la version européenne par de fortes branches horizontales, une écorce fine et des rameaux de couleur bronze. Longs de 20 à 35 mm, les cônes sont arrondis. Les bords des écailles du cônes sont recourbés,.

## Caractères biologiques
C'est une espèce caduque, très sensible aux gelées tardives. Sa cime est conique avec des branches longues presque horizontales, de hauteur d'environ 30 à 35 mètres. Il atteint un âge de 200 ans environ. Son tronc est souvent flexueux (plié ou courbé en zigzag). Les rameaux sont longs et courts, brun rouge orangé, luisant (glabres et légèrement pubescents au début), épais portant des touffes de feuilles. Les bourgeons sont brun-rougeâtre, luisants, un peu résineux. L'écorce est brun-orangé, assez finement fissurée en petites écailles, assez fine. Les feuilles sont des aiguilles molles de longueur comprise entre 1,8 et 4 cm, caduques, isolées sur les rameaux longs, groupées en touffes sur les rameaux courts ; elles deviennent jaune-orangé à l'automne au moment de la chute.
Les fleurs femelles sont en chatons globuleux, jaune verdâtre plus ou moins carminé, bractées réfléchies. La floraison a lieu entre mars et avril et la fructification entre novembre et février.
Les fruits sont des cônes globuleux, presque sphériques, petits (longs de 15–30 mm), à écailles minces à bords réfléchis, apparaissent comme disposées en rosette, à bractées courtes peu visibles. Une des différences avec le Mélèze d'Europe est qu'au niveau du cône les écailles ont les bords supérieurs réfléchis (vers l'extérieur).
Les graines sont petites, de 125 000 à 333 000 par kg.

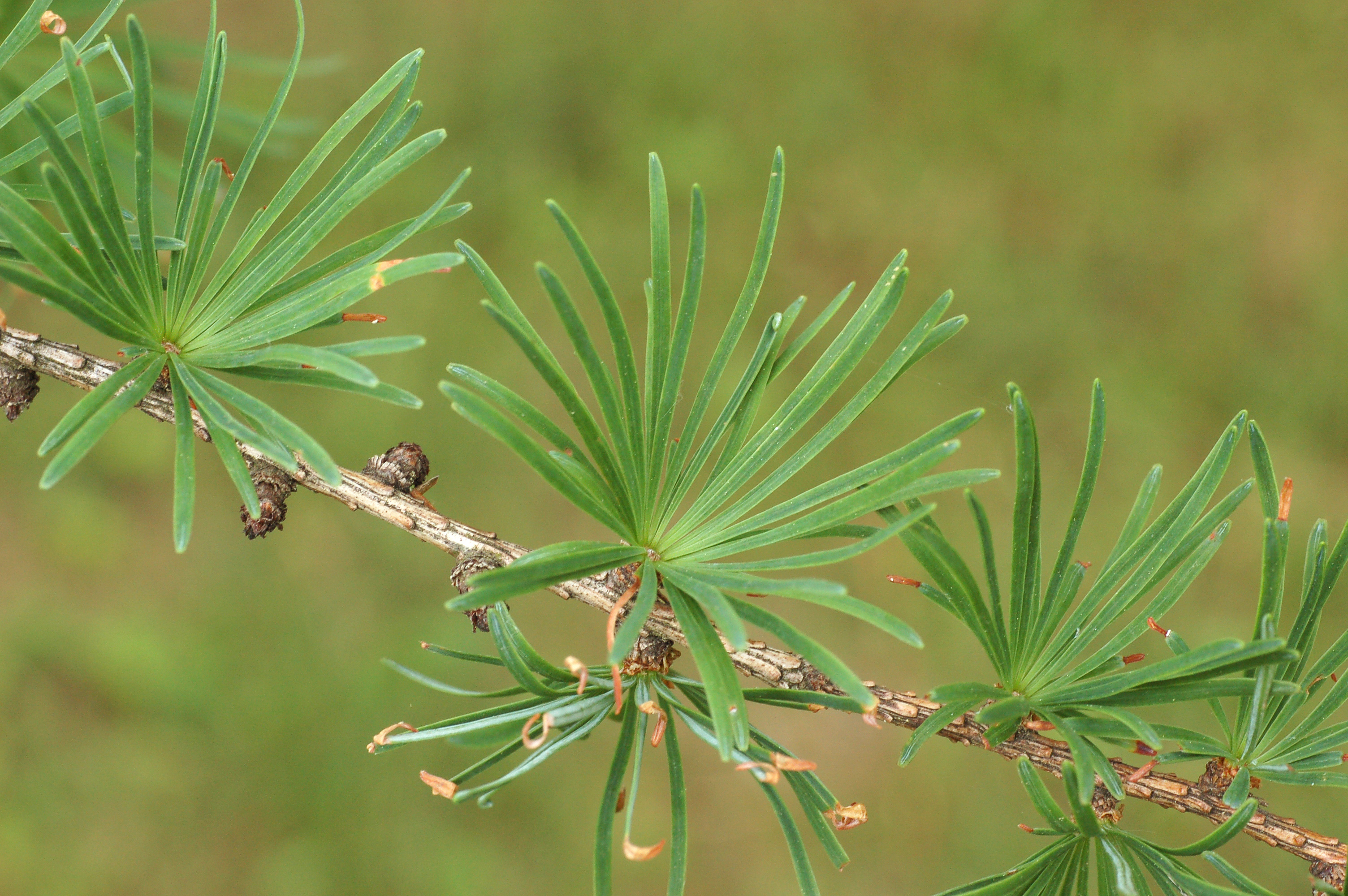
Aiguilles.
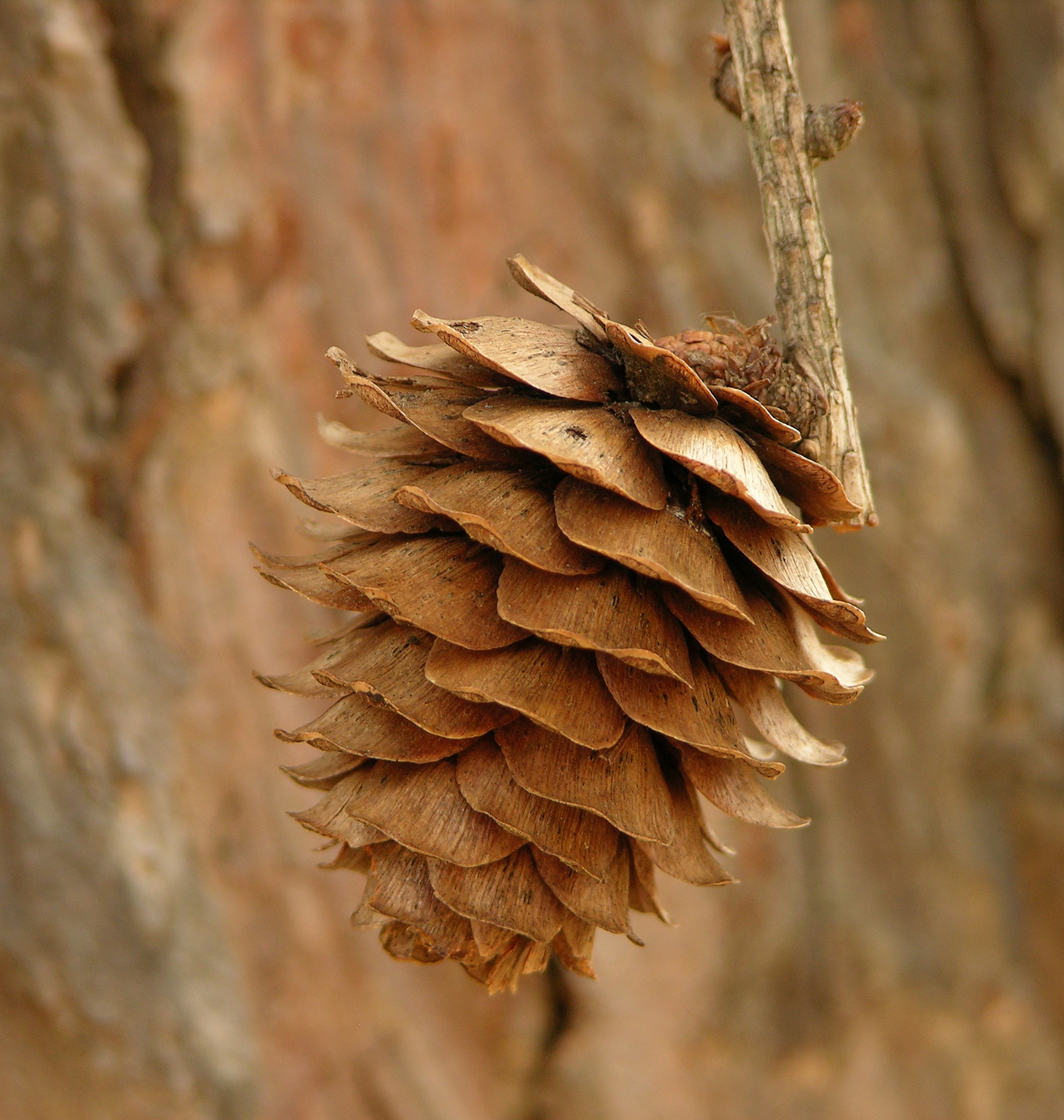
Cône.
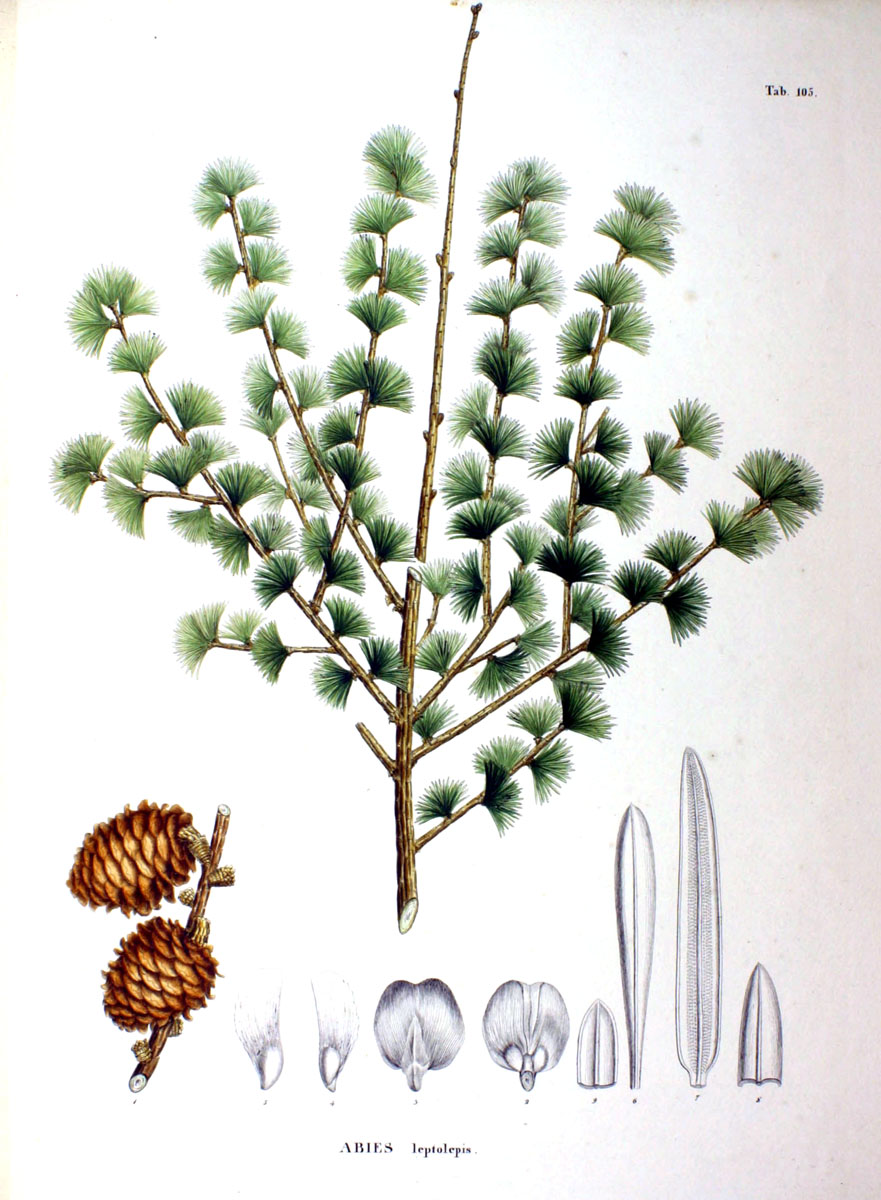
Planche botanique.
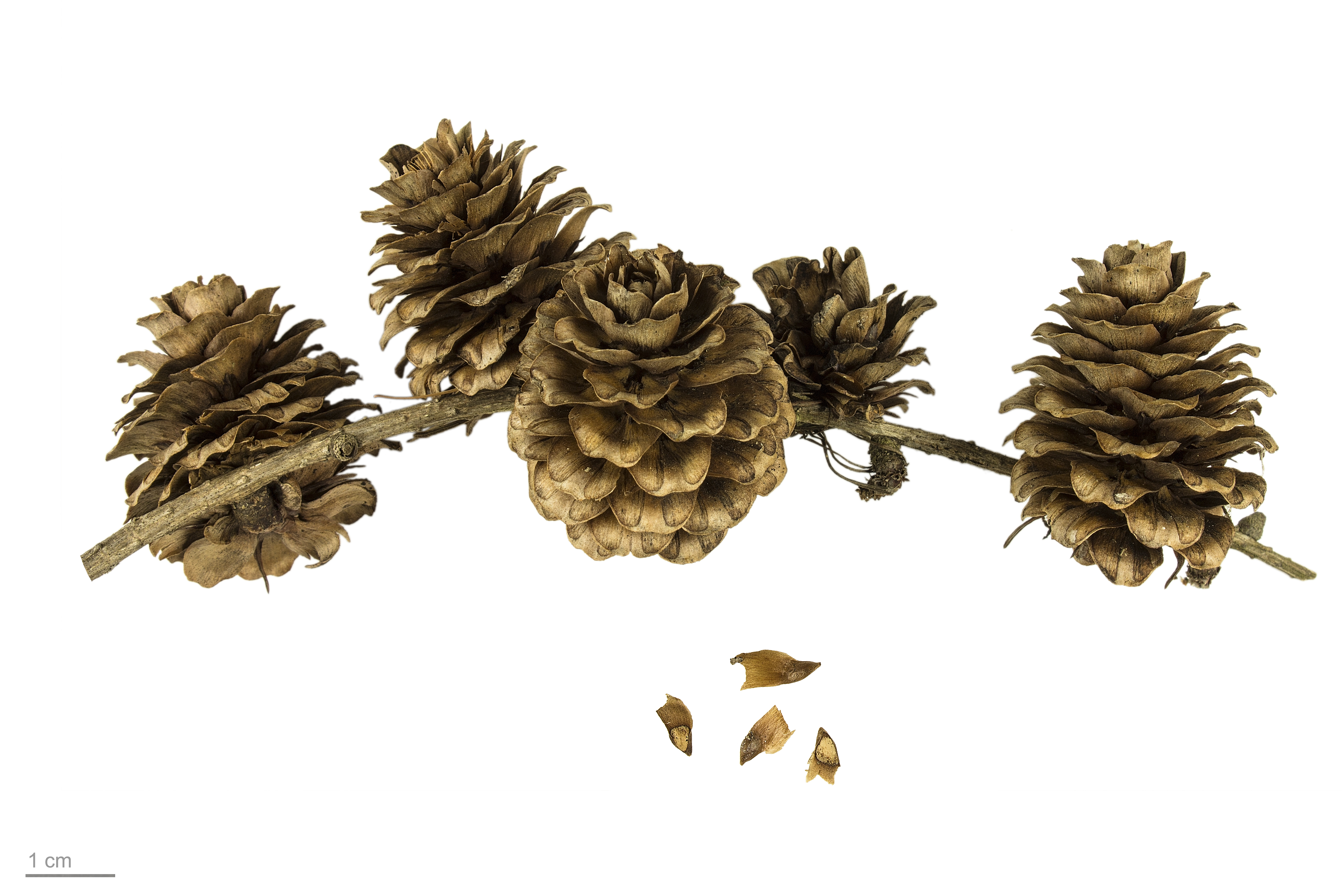
Cônes et graines - Muséum de Toulouse.

## Caractéristiques autécologiques
Il demande un climat tempéré froid avec une pluviométrie de 1 000 à 2 000 mm/an. Il exige la pleine lumière et humidité atmosphérique élevée. Sensible aux gelées de printemps (débourrement précoce) et d'automne et aux sécheresses estivales.
Il préfère des sols légers, aérés et profond. Il craint les scolytes et certains champignons : formés, polypore. Il résiste au chancre. Il résiste mieux à la pollution que Larix decidua et il résiste aussi au vent.

## Sylviculture
La sylviculture du Mélèze est très intensive. C'est une essence pionnière avec une densité de plantation qui est inférieure ou égale à 1100 plants par hectare. Il faut un travail du sol pour que le système racinaire s'installe bien et le plus rapidement possible.
Les éclaircies sont assez fortes et très précoces ainsi que le dépressage. Le dépressage est conseillé quand les arbres font entre 3 et 9 mètres de hauteur, en une ou deux fois selon la densité. Les éclaircies sont demandées quand les arbres font 20 mètres de hauteur ayant atteint un âge de 30 à 50 an. La rotation entre chaque éclaircie est de 10 ans minimum.
L'élagage est conseillé car il faut un couvert léger (favorable au gibier).
Le Mélèze du Japon a une croissance initiale très rapide jusqu'à 20 ans puis ralenti après 30 ans.
Il produit entre 4 et 14 mètres cubes par hectare et par an.
Il est exploitable quand il a atteint un âge de 50 ans,.

## Exigences écologiques
Ses exigences hydriques sont mésophile à hygrocline.
Ses exigences trophiques sont acidocline à neutrocline.

## Qualité du bois
Le bois est de teinte rouge saumoné au cœur avec un aubier jaunâtre, dur, résistant à la pourriture, durable.
Le bois est plus uniformément jaune rosé dans les plantations artificielles à croissance rapide.
Il est utilisé en bois de service et bois d'œuvre.